# Provinz Pataz

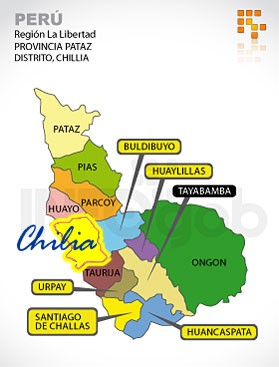
Lage der Distrikte

Die Provinz Pataz liegt in der Region La Libertad im Nordwesten von Peru. Sie hat eine Fläche von 4226,5 km². Beim Zensus 2017 lebten 76.103 Menschen in der Provinz. 10 Jahre zuvor lag die Einwohnerzahl bei 78.383. Verwaltungssitz ist die Kleinstadt Tayabamba.

## Geographische Lage
Die Provinz Pataz liegt im äußersten Osten der Region La Libertad 175 km östlich der Großstadt Trujillo in der peruanischen Zentralkordillere. Die Provinz besitzt eine Längsausdehnung in NNW-SSO-Richtung von etwa 110 km. Der Fluss Río Marañón verläuft entlang der westlichen Provinzgrenze.
Die Provinz Pataz grenzt im Norden an die Provinz Bolívar, im Osten an die Region San Martín, im Südosten an die Region Huánuco, im Südwesten an die Region Ancash sowie im Nordwesten an die Provinzen Santiago de Chuco und Sánchez Carrión.

## Verwaltungsgliederung
Die Provinz Pataz gliedert sich in folgende 13 Distrikte. Der Distrikt Tayabamba ist Sitz der Provinzverwaltung.
| Distrikt            | Verwaltungssitz |
| ------------------- | --------------- |
| Buldibuyo           | Buldibuyo       |
| Chillia             | Chillia         |
| Huancaspata         | Huancaspata     |
| Huaylillas          | Huaylillas      |
| Huayo               | Huayo           |
| Ongón               | Ongón           |
| Parcoy              | Parcoy          |
| Pataz               | Pataz           |
| Pias                | Pias            |
| Santiago de Challas | Challas         |
| Taurija             | Taurija         |
| Tayabamba           | Tayabamba       |
| Urpay               | Urpay           |